# Tulle
Tulle (em occitano:  Tula) é uma comuna francesa na região administrativa da Nova Aquitânia, no departamento de Corrèze. Estende-se por uma área de 24,44 km². Em 2010 a comuna tinha 15 356 habitantes (densidade: 628,3 hab./km²). É banhada pelo rio Corrèze.

## Massacre de Tulle
Em Tulle, em 9 de junho de 1944, três dias depois do desembarque na Normandia em finais da Segunda Guerra Mundial, ocorreu o massacre de Tulle, quando forças alemãs executaram numerosos civis franceses. Depois de terem morto todos os homens de 16 a 60 anos, as SS e os membros do Sicherheitsdienst enforcaram mais 120 habitantes de Tulle, dos quais 99 foram antes torturados. Nos dias seguintes, 149 homens foram deportados para Dachau, onde perderam a vida 101 destes. No total, os crimes da Wehrmacht, das SS e do Sicherheitsdienst provocaram 213 vítimas civis em Tulle.

## Prisão
Após o Putsch dos Generais de 23 de março de 1961, a prisão de Tulle foi a escolhida para a detenção dos generais Raoul Salan, Edmond Jouhaud, Maurice Challe e André Zeller. 

## Património
- Catedral de Tulle - data do século XII

## Personalidades
- Biografias de personalidades notórias nascidas em Tulle

## Cidades geminadas
- Alemanha - Schorndorf
- Espanha - Rentería
- Reino Unido - Bury
- Portugal - Lousada
- Rússia - Smolensk
- Itália - Dueville